# كاوري موري
كاوري موري (باليابانية: 森かおり؛ بالكانا: もり　かおり) هي لاعبة كرة الريشة يابانية، ولدت في 23 أغسطس 1979 في كيتاكيوشو في اليابان.

## وصلات خارجية
- كاوري موري على موقع BWF.tournamentsoftware.com (الإنجليزية)
- كاوري موري على موقع BWFbadminton.com (الإنجليزية)
- كاوري موري على موقع اللجنة الأولمبية الدولية (الإنجليزية)
- كاوري موري على موقع أوليمبيديا (الإنجليزية)